# Horacio (Corneille)

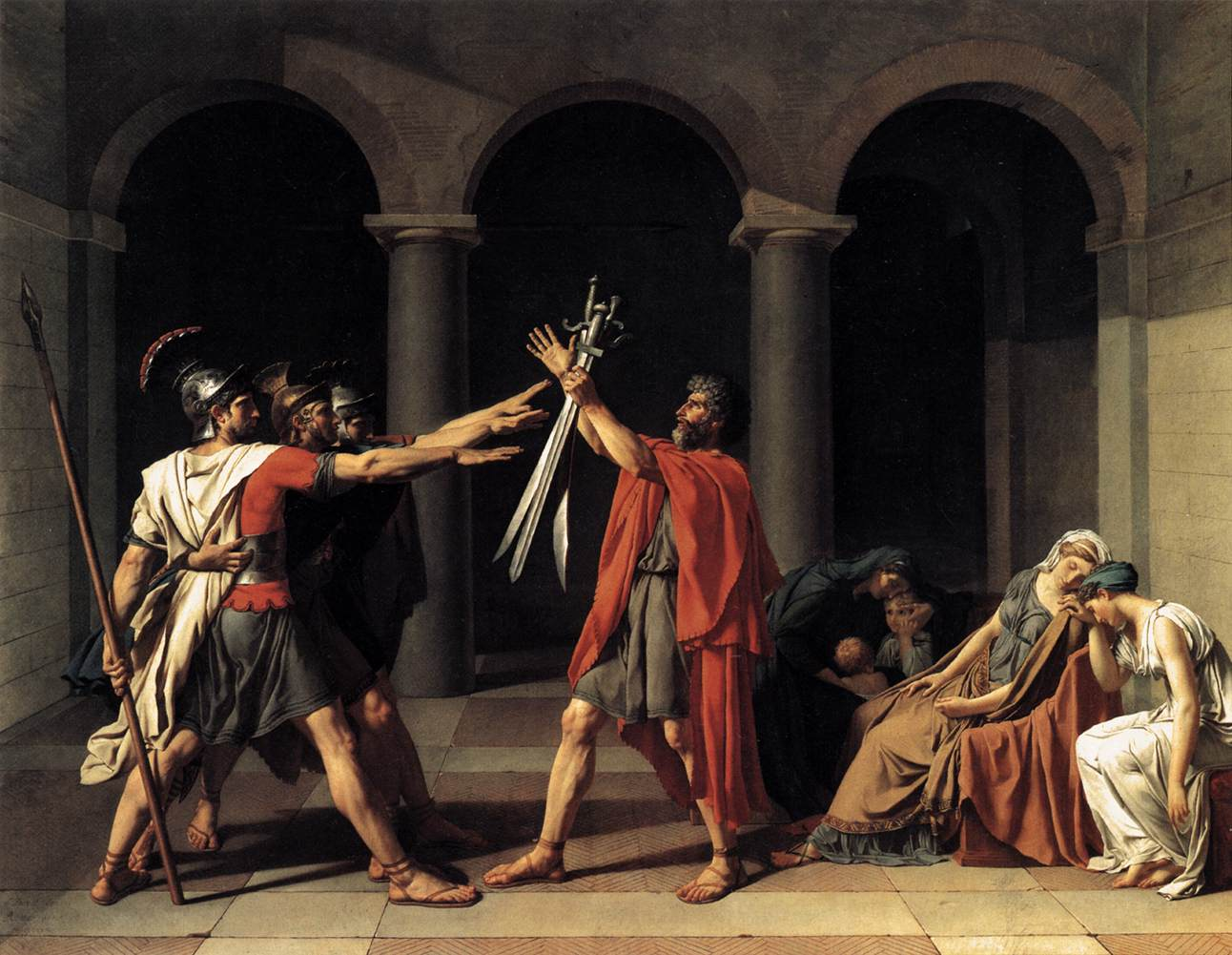
El juramento de los Horacios de Jacques-Louis David, otra obra inspirada en el mito del combate entre los Horacios y los Curiacios.

Horacio es una obra de teatro del dramaturgo francés Pierre Corneille inspirada en el combate entre los Horacios y los Curiacios, que estaban unidos por vínculos familiares, pero enfrentados por razones de Estado. La obra se estrenó en 1640 y era un homenaje al cardenal Richelieu.
Fue (tras El Cid) el segundo de los grandes éxitos de Pierre Corneille. Escrita como respuesta a los que le criticaron con ocasión de su obra anterior, la obra introduce a un personaje aún más innovador que el de Jimena: Horacio, quien llegará, movido por la razón de Estado a matar a su hermana y a sacrificar a su mejor amigo.

## Resumen de la obra
La obra, cuya acción se fecha en los orígenes de Roma, empieza en una situación de paz y felicidad: la familia romana de los Horacios se encuentra unida a la familia de la ciudad vecina de Alba Longa de los Curiacios. El joven Horacio está casado con Sabina, joven albana, cuyo hermano Curiacio es el prometido de Camila, hermana de Horacio.
Pero la guerra fratricida que estalla entre ambas ciudades rompe esta armonía. Para acabar con ella cada una de las dos ciudades designa a tres campeones, que lucharán para decidir la suerte de las dos ciudades. El destino hace que los tres designados por Roma sean los hermanos Horacios y los de Alba Longa sean los tres hermanos Curiacios. Los que hasta entonces eran amigos se encuentran así frente a frente, provocando una serie de conflictos de conciencia que tendrán que resolverse de distintos modos: mientras Horacio se deja llevar por su deber patriótico, Curiacio lamenta la crueldad de su destino. 
En la lucha, Horacio resulta ganador tras la muerte de sus dos hermanos y da muerte a los tres Curiacios. De regreso a Roma, en dónde durante un momento se le creyó perdedor, recibe los elogios de todos, salvo los de su hermana Camila, que le reprocha vehementemente la muerte de su amado. Horacio da muerte a su hermana, acusándola de falta de patriotismo. Horacio es llevado a juicio. El proceso permitirá que el viejo Horacio haga una encendida defensa del honor frente al amor (un clásico en la obra de Corneille). Horacio será juzgado inocente, a pesar de la acusación de su amigo Valerio, que también amaba a Camila.